# 居特斯洛
居特斯洛（德語發音：[ˈɡyːtɐsloː] ⓘ）是德国北莱茵-威斯特法伦城市，居特斯洛县的首府，隶属于代特莫尔德行政区。居特斯洛和附近的比勒费尔德及黑尔福德构成了人口稠密的城市群。

## 友好城市
- 法國 沙托鲁
- 波蘭 格魯瓊茲[2]